# 航空機関砲
航空機関砲（こうくうきかんほう）は、航空機に搭載される機関砲。また本項では、同様に使用する機関銃についても述べる。

## 概史

### 黎明期

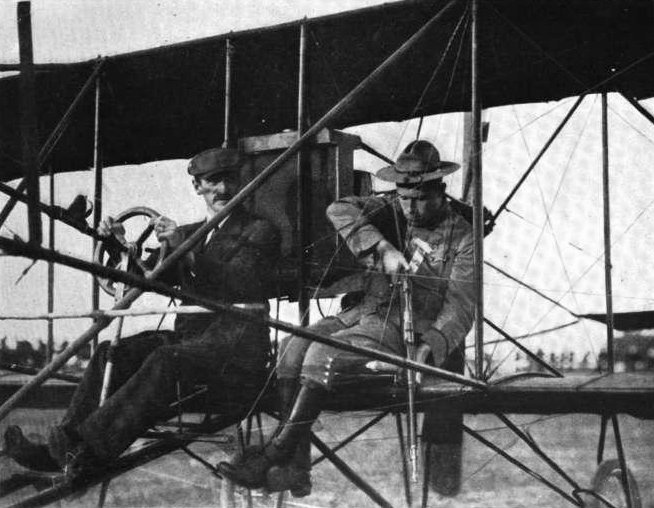
カーチスとフィッケル少尉

1903年のライトフライヤー号の初飛行に続いて各国で有人動力飛行機の研究が活発化する中、軍事利用も模索されており、1910年8月20日には早くもグレン・カーチスが操縦する飛行機に射手（フィッケル少尉）を同乗させて、地上の目標への小銃射撃をデモンストレーションした。また1911年6月7日には、開発直後のルイス軽機関銃を機上に持ち込んで、地上目標への射撃のデモンストレーションも行われた。
これらはあくまで実験・冒険的な試みにとどまっており、1914年に第一次世界大戦が勃発した時点では、まだ飛行機は戦う兵器にまでは育っていなかった。用途も偵察や連絡がせいぜいで、空中で敵機と遭遇しても手を振って別れたという挿話があるほどであったが、まもなくパイロットが自衛用を兼ねて拳銃を携行したり、偵察員が小銃を持ち込むなど、戦闘に直接関与するようになっていった。

### 航空機銃の誕生
1914年8月22日、イギリス軍のストレンジ中尉たちが独断でルイス軽機関銃を機上に持ち込み、遭遇したドイツ軍のアルバトロス偵察機に対し射撃した。距離が遠く有効弾は得られなかったものの、これが空中で敵機に向けて機関銃が発射された初の記録であった。まもなく機関銃の搭載が正式に開始され、イギリス軍ではルイス軽機関銃、またフランス軍ではオチキスまたはベネット＝メルシェ軽機関銃を採用した。
機体への装備方法は試行錯誤が重ねられた。黎明期にわずかに用いられていた推進式の機体ならともかく、当時既に主流になっていた牽引式の機体にそのまま機銃を装備すると、その射線がプロペラと干渉するという問題があり、最初期にはフォスター銃架などを用いて複葉機の上翼に装備することで、射線を上方にずらすことが試みられたが、実用性に問題があった。このことから、機銃の発射をプロペラの回転と同期させることで銃弾がプロペラに当たらないようにすることが試みられるようになり、1915年にはフランス軍のローラン・ギャロスが知り合いの発動機技術者と協力してある程度実用的なシステムを構築、愛機のモラーヌ・ソルニエ Lに搭載した。
この同期装置 (Synchronization gear) では機銃カムをエンジンにつけることで、プロペラの羽根が銃口の前にあるときに撃発するようにして、弾丸がプロペラの回転面まで飛翔したときには既にプロペラがその位置から移動するようにしたものであった。ただし同期がわずかにずれて弾丸がプロペラに当たる可能性があったため、プロペラに鋼製のプロテクターを装着して実験し、全弾の2パーセントがプロペラに当たるものの、跳弾は安全な方向になることを確認した。この同期装置を装着したギャロス機は同年4月1日に初戦果を挙げたものの、19日にはエンジン不調で戦線のドイツ側に不時着、機体の破壊が不十分なままで捕虜となり、同期装置もドイツ軍の手に落ちた。ドイツのアントニー・フォッカーは直ちに同期装置の開発に着手、1912年にスイスのフランツ・シュナイダーが同種の装置を売り込んでいたこともあって、48時間で装置の設計を完了し、MG08/15機関銃とともに搭載を開始した。一方、航空機銃の先駆者であったイギリス空軍は同期装置の開発では遅れを取ったものの、ジェオルジェ・コンスタンティネスクが油圧を用いた画期的な同期装置を開発したことで盛り返した。

### 大口径化の進展
第一次世界大戦の時点では小銃用実包を用いた機関銃が主流だったが、航空機の発達とともに構造が強固になったことから、時代が経つに従ってより大口径の重機関銃が用いられるようになり、第二次世界大戦の開始直前には機関砲が主要兵装となるまでに発達した。
ドイツ国では、第一次大戦末期には対爆撃機用としてベッカー20mm機関砲を開発していた。戦間期には、ヴェルサイユ条約の軍備制限によって航空機の武装も禁止されていたが、ドイツ再軍備宣言直前の1932年に7.92x57mmモーゼル弾を使用するMG 15（旋回銃座用）およびMG 17（翼内固定式）を採用したのに続いて、1933年からは13mmに大口径化したMG 131 機関銃の開発に着手、1938年にはスペイン内戦で試験的に実戦投入された。
スイスのエリコン社はベッカーの設計を元に発展させた20mm機関砲を開発しており、1935年には、低初速・高発射速度のFF、中庸的なFFL、高初速・低発射速度のFFSと3つのサブタイプをラインナップしていた。ドイツ国防軍も一時期用いたものの（MG FF）、改良にはあまり熱心でなく、比較的早期に代替された。これに対し、ドイツ国外においては、大日本帝国海軍が九九式二〇ミリ機銃として採用したのをはじめとして、順次に改良されつつ広く用いられた。またイスパノ・スイザ社はエリコンFFのライセンス生産ののち、独自の機構を用いたHS.404を開発したが、これもフランス軍のほかイギリス空・海軍、アメリカ海軍など広く用いられた。
海軍がエリコンの20mm機関砲を採用したのに対し、大日本帝国陸軍は一式十二・七粍固定機関砲（ホ103）の多連装配置を採択したが、B-17などの重爆撃機には威力不足で、20mm口径に拡大した二式二十粍固定機関砲（ホ5）に移行していった。一方、エリコンの20mm機関砲を棄却したドイツは、15mm高速弾を用いたMG 151を試験したのち、これを元に20mm通常弾を使用するMG 151/20を開発して広く配備し、後にはこちらが単にMG 151と称されるようになった。リヴォルヴァーカノンという新方式を用いたマウザーMG 213の開発も進められたが、こちらは終戦までには完成しなかった。
なお、第一次世界大戦では、対気球用としてCOW 37mm機関砲など大口径機関砲が一部で試みられたが、第二次世界大戦においては、重爆撃機対策としてより大規模に試みられた。アメリカ合衆国のブローニングM4（37mm口径）、ドイツのMK 101・MK 103・108（30mm口径）、日本の二式（30mm口径）・ホ203（37mm口径）・ホ301（40mm口径）があり、日本ではホ203を更に57mm口径に拡大したホ401も開発された。

### ミサイル登場後

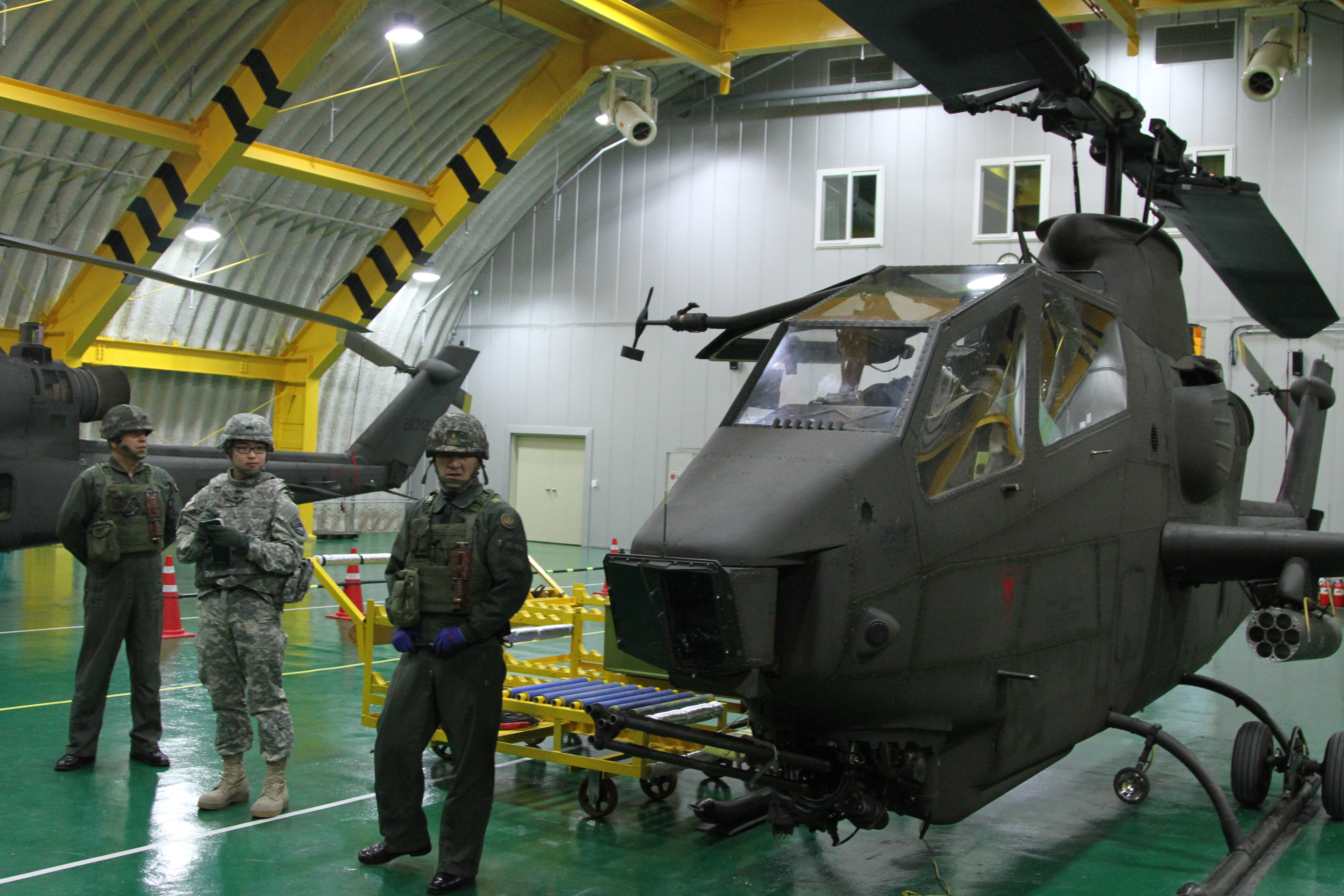
AH-1Sに搭載されたM197機関砲。

大戦中のドイツで開発された機関砲に関する新技術は、大戦後の欧米諸国において、相次いで実用化されていった。リヴォルヴァーカノンを実用化するにあたり、西ヨーロッパでは30mm口径のMG213がベースとして選ばれ、イギリスではADEN、フランスではDEFA 550が開発・配備された。このように30mm口径が選ばれたのは、短い射撃可能時間にできるだけ大きな破壊力を発揮するとともに、対地兵器として用いることも想定したものとされている。
これに対し、アメリカ空軍では1発あたりの破壊力よりは発射速度を重視して、20mm口径のMG213Cをベースとしてポンティアック M39が開発され、1952年には最初の量産契約が締結された。しかしジェット機の時代には敵機を照準に捉え続けることがますます難しくなっており、短い射撃可能時間にできるだけ多くの命中弾を得るためには更なる発射速度の向上が必要と考えられたことから、外部動力によるガトリング式を採用したM61 バルカンが開発されて、1959年より量産に入った。
アメリカ海軍は航空母艦の飛行甲板上での暴発などの危険を考慮してM61の導入を躊躇し、F-4は艦上戦闘機ながら航空機関砲を持たず、ミサイル装備のみの戦闘機として登場した。しかしベトナム戦争では空対空ミサイルの命中率が当初の予想を遥かに下回ったこともあり、結局はM61を収容したガンポッドを携行しており、また空軍仕様のF-4Eでは機体を一部改造してM61を搭載した。
またアメリカ軍も対地兵器としての大口径機関砲の意義は認めており、A-10攻撃機には30mm口径のGAU-8、AV-8B攻撃機には25mm口径のGAU-12を採用した。空対空戦闘においても、気球など機関砲自体と相性の悪い目標もあり、あえてミサイルを使用した例もある。
ソビエト連邦では、当初、対戦闘機用には23mm口径（NS-23、NR-23、GSh-23、GSh-6-23）、対爆撃機・対地攻撃用には37mm口径（NS-37、N-37）を使い分ける方針でいたが、後に30mm口径（GSh-30-1、GSh-30-2、GSh-6-30）で統一する方針に転換した。又第一次世界大戦末期にドイツで開発されるも顧みられなかったガスト式機関砲（GSh-23・GSh-30-2）が実用化・量産装備された。